# Episodi di My Name Is Earl (terza stagione)
La terza stagione della serie televisiva My Name Is Earl è stata trasmessa in prima visione negli Stati Uniti d'America da NBC dal 27 settembre 2007 all'8 maggio 2008.
In Italia è andata in onda in prima visione su Italia 1 dal 17 novembre al 16 dicembre 2010.
| nº | Titolo originale                                   | Titolo italiano                               | Prima TV USA      | Prima TV Italia  |
| -- | -------------------------------------------------- | --------------------------------------------- | ----------------- | ---------------- |
| 1  | My Name Is Inmate (1)                              | Il mio nome è detenuto 28301-016 (1ª parte)   | 27 settembre 2007 | 17 novembre 2010 |
| 2  | My Name Is Inmate (2)                              | Il mio nome è detenuto 28301-016 (2ª parte)   | 27 settembre 2007 | 18 novembre 2010 |
| 3  | The Gangs of Camden County                         | Guerra fra bande                              | 4 ottobre 2007    | 19 novembre 2010 |
| 4  | The Frank Factor                                   | Il fattore Frank                              | 11 ottobre 2007   | 22 novembre 2010 |
| 5  | Creative Writing                                   | Scrittura creativa                            | 18 ottobre 2007   | 23 novembre 2010 |
| 6  | Frank's Girl                                       | La ragazza di Frank                           | 25 ottobre 2007   | 24 novembre 2010 |
| 7  | Our Other COPS Is On! (1)                          | Ancora "Cops"! (1ª parte)                     | 1º novembre 2007  | 25 novembre 2010 |
| 8  | Our Other COPS Is On! (2)                          | Ancora "Cops"! (2ª parte)                     | 1º novembre 2007  | 26 novembre 2010 |
| 9  | Randy in Charge (...of Our Days and Our Nights)    | La strizza raddrizza                          | 8 novembre 2007   | 29 novembre 2010 |
| 10 | Midnight Bun                                       | Missione top secret                           | 15 novembre 2007  | 30 novembre 2010 |
| 11 | Burn Victim                                        | Le vie del karma sono infinite                | 29 novembre 2007  | 1º dicembre 2010 |
| 12 | Early Release                                      | Scappa, Earl scappa!                          | 6 dicembre 2007   | 2 dicembre 2010  |
| 13 | Bad Earl                                           | Earl il cattivo                               | 10 gennaio 2008   | 3 dicembre 2010  |
| 14 | I Won't Die with a Little Help from My Friends (1) | Non morirò se mi aiutano gli amici (1ª parte) | 3 aprile 2008     | 6 dicembre 2010  |
| 15 | I Won't Die with a Little Help from My Friends (2) | Non morirò se mi aiutano gli amici (2ª parte) | 3 aprile 2008     | 7 dicembre 2010  |
| 16 | Stole A Motorcycle                                 | Rubato una motocicletta                       | 10 aprile 2008    | 8 dicembre 2010  |
| 17 | No Heads And A Duffle Bag                          | L'erba del vicino...                          | 17 aprile 2008    | 9 dicembre 2010  |
| 18 | Killerball                                         | Palla-Scontro                                 | 24 aprile 2008    | 10 dicembre 2010 |
| 19 | Love Octagon                                       | Tutti pazzi per Billie                        | 1º maggio 2008    | 13 dicembre 2010 |
| 20 | Girl Earl                                          | La lista di Billie                            | 8 maggio 2008     | 14 dicembre 2010 |
| 21 | Camdenites (1)                                     | Camdeniti (1ª parte)                          | 15 maggio 2008    | 15 dicembre 2010 |
| 22 | Camdenites (2)                                     | Camdeniti (2ª parte)                          | 15 maggio 2008    | 16 dicembre 2010 |

## Il mio nome è detenuto 28301-016 (1ª e 2ª parte)
- Titolo originale: My Name Is Inmate 28301-016 (1° and 2° part)
- Diretto da: Michael Fresco
- Scritto da: Michael Pennie, Kat Likkel e John Hoberg

### Trama
Earl, alla fine del processo (Il processo), era stato rinchiuso nel carcere della contea di Camden County con il suo amico Ralph Mariano. Una mattina Earl si sveglia e scopre che Ralph è fuggito tramite un condotto nascosto dietro ad un poster. Due guardie carcerarie credono che anche Earl voglia fuggire e lo mandano a vivere nello stanzone comune. In questi giorni Earl scopre che in carcere tutti fanno parte di una banda e ogni banda è divisa dal colore della propria pelle. Earl però non riesce a ritrovarsi in nessuna di queste. Girando un po' in giro durante l'ora d'aria, Earl incontra il suo amico Sonny. Questo gli racconta che lui è in carcere da 3 anni e l'unico modo per sopravvivere è nascondersi. Sonny fa vedere ad Earl che deve sempre stare nascosto dietro ad alcuni detenuti più grassi di lui, così da potersi nascondere. Passano i giorni e sembra proprio che il metodo di Sonny dia buoni risultati. Intanto Randy si sente troppo solo a vivere senza di Earl e Joy decide di tenerlo finché non Earl non uscirà di prigione. Un giorno come altri, Earl in carcere incontra un suo vecchio nemico: Glen. Quando Earl era giovane, e già allora era un ladro, un giorno si fece aiutare da un boy-scout a compiere un furto, ovviamente questo ragazzo non era al corrente di compiere un reale furto. Durante il furto Glen venne beccato dalla polizia ma Earl riuscì a fuggire. Da quel momento in poi Glen visse sempre all'interno di una prigione. Earl si ricorda di averlo aggiunto alla lista sotto al punto nº 100. Sonny fa subito a confessare a Glen che Earl si trova in carcere, questo perché Sonny aveva un debito in sospeso con Glen. Glen vede Earl e cerca di assalirlo, ma due guardie carcerarie lo fermano e lo mandano nel "forno" ovvero una piccolissima cella posta al limite del penitenziario. Earl va a parlare a Sonny del perché lo avesse tradito e questo gli dice del suo conto in sospeso. Inavvertitamente Earl spinge una sedia contro il tavolo delle guardie e queste lo mandano dentro al "forno". Earl e Glen ora sono da soli anche se in due celle una di fronte all'altra. Sotto i loro piedi c'è solo terra che può essere scavata e usata come tramite tra le due celle. Glen quindi comincia a scavare cercando di raggiungere Earl, e questo per pareggiare la terra spostata da Glen ne rimette altra dove questo scavava. Alla fine i due si accorgono di non riuscire più a muoversi dalla stanchezza. Earl chiede a Glen come potevano pareggiare i conti, senza parlargli della lista, e questo gli dice che se vuole cancellarlo deve fabbricargli una lama. Earl riesce a fabbricare una lama e la dà a Glen, ma questo lo accoltella ad un braccio. Prontamente il medico del carcere gliela estrae e lo disinfetta. Sonny quindi parla della stranezza di Glen, ovvero quella del fare reati all'interno del carcere poco prima di uscire da questo. Earl allora va a parlargli, Glen si trova nuovamente nel forno per aver accoltellato Earl. Glen confessa che non vuole uscire di prigione perché non saprebbe come vivere al di fuori del carcere. Earl finalmente si decide a parlargli della lista e gli chiede se ci fosse qualcosa da fare per cancellarlo. Glen allora racconta a questo della sua passione per i boy-scout e gli dice che se proprio vuole una cosa, questa dovrebbe essere le due spille che gli mancavano per essere il boy-scout supremo, ovvero archeologia e scienze naturali. Per prendere la medaglia di archeologia, Earl fa patti con tutti per avere un mestolo con cui scavare e riesce ad averlo. I due riescono a trovare alcuni denti caduti ad alcuni detenuti. Per la medaglia di scienze naturali non bisognava far altro che collezionare due tipi di insetti, cioè: pidocchi e scarafaggi in almeno tre bottiglie piene. I due riescono nell'impresa e Glen riceve la medaglia finale da alcuni ex capiscout tra i carcerati. Le guardie fanno uscire questo per buona condotta ed Earl sa di poterlo cancellare dalla lista.
- Punti della lista citati: 100.

## Guerra fra bande
- Titolo originale: The Gangs of Camden County
- Diretto da: Michael Fresco
- Scritto da: Victor Fresco

### Trama
Randy non riesce a sopportare l'idea di vivere per due anni senza il fratello, allora decide di fare dei crimini per riuscire a essere messo in prigione insieme al fratello. Sfortunatamente nessuno poliziotto lo vede mai.
Il direttore del penitenziario di Camden County chiama Earl. Questo gli dice che, per aver mandato sulla giusta strada un ex-ladro (Il mio nome è detenuto 28301-016), gli dà un abbuono sulla pena di una settimana. Inoltre gli dice che se riuscirà a soffocare una guerra tra due bande nel carcere, gliene avrebbe dato un altro di un mese. Le due bande in rivalità sono: quella afro-americana e quella latina, da sempre eterne nemiche. Earl osserva e scopre chi sono i due capi. Per iniziare prova a farli giocare, durante l'ora d'aria, a palla insieme. Earl incarica una guardia di portare due palloni. Purtroppo la banda degli afro-americani le prende entrambe e scoppia la rissa. Earl incarica la guardia di portare allora 20 palloni, però le due bande cominciano a picchiarsi lanciandosi addosso palloni e quindi scoppia l'ennesima rissa. Randy intanto ha scoperto un modo per ricongiungersi con il fratello: diventare lui stesso una guardia carceraria. Questo comincia a studiare e arriva il giorno dell'esame di ammissione. Alla fine dell'esame Randy scopre di aver preso 55 punti su 100. Earl intanto è riuscito a concedere ai capi delle due bande di parlare con lui in privato. Earl scopre allora che i due capi sono in realtà fidanzati. Scopre inoltre che durante il mese di isolamento che si erano beccati entrambi, era nato il loro amore. Earl quindi gli suggerisce di dire in pubblico il loro amore. Questi però si rifiutano, o meglio, solo il capo afro-americano si rifiuta. Il capo latino invece è favorevole a confessare tutto. Tra i due allora ri-scoppia la guerra. Il capo latino, Hector, comunque sembra deciso a confessare a tutti il suo amore per il capo afro-americano. Quest'ultimo però afferma di non amarlo più e quindi Hector si lancia addosso ad un'inferriata della prigione elettrificata per suicidarsi. Il capo afro allora decide di salvarlo, salvando comunque le apparenze davanti ai loro sottoposti. Così, con l'involontaria complicità del direttore del carcere potranno, una volta al mese, incontrarsi indisturbati nel suo ufficio, all'insaputa dei loro seguaci. Earl è soddisfatto del suo lavoro. Proprio mentre questo sta pensando, arriva Randy con la divisa di guardia e dice a suo fratello di aver passato il test di ammissione, avendo ottenuto il miglior punteggio.
- Guest star: Larry Joe Campbell (guardia carceraria)
- Curiosità: In questo episodio non compare Catalina.

## Il fattore Frank
- Titolo originale: The Frank Factor
- Diretto da: Greg Garcia
- Scritto da: Greg Garcia

### Trama
Durante il giorno delle visite, Earl riconosce un suo vecchio amico: Frank Stump. Earl allora comincia a ricordare molti ricordi riguardanti ad esso. Earl, prima di conoscere Joy, aveva affittato da Frank una parte del Caravan (dove oggi vivono Joy, Darnell, Dodge ed Earl Jr.). Earl e Randy vivevano nella cucina, Frank vive nella camera da letto e Pablo (emigrato messicano) vive nel salotto. Pablo era il fidanzato di Catalina, allora ancora una ragazza messicana che stava cercando di passare illegalmente il confine di stato. Quella sera al fish-bar, Earl nota che un ricco magnate giapponese porta al braccio un orologio d'oro e quella sera decide di derubarlo insieme a Randy. Quella notte i due si infiltrano nella camera del motel dove alloggiava e scoprono che non erano gli unici ladri che cercavano di derubare il magnate, c'erano anche Pablo e Frank intenti a cercare l'orologio. Earl e Frank allora diventano subito amici. Intanto Catalina sta per varcare il confine messicano. La sera dopo il furto dal magnate giapponese, Earl, Randy, Pablo e Frank decidono di fare un colpo ad un casinò. Earl sarebbe stato un finto handicappato, Randy sarebbe stato l'ostaggio indiano, Frank si sarebbe travestito da golfista e Pablo sarebbe stato l'infermiere di Earl. La sera del colpo è tutto pronto. Sfortunatamente Earl va di nuovo al fish-bar dove si ubriaca e più tardi va a Las Vegas a sposarsi con Joy. Randy intanto non si accorge della mancanza di Earl e sta per un giorno intero a guardare i cartoni animati alla televisione senza mai staccarsi dal televisore. Frank e Pablo decidono comunque di fare il colpo da soli. Tutto sembra andare per il meglio e infatti i due riescono a scappare con il bottino. Darnell Turner intanto ha appena cambiato nome (da Harry Monroe a Darnell Turner) ed è appena uscito dal camion del Programma protezione testimoni dell'FBI. Frank, nell'euforia, non si accorge che il camion dell'FBI è parcheggiato in mezzo alla strada e gli va contro tamponandolo. Ovviamente gli agenti al suo interno arrestano Frank e Pablo e il giudice gli dà 20 anni di carcere. Torniamo ai giorni nostri, Earl capisce che se non avesse mai sposato Joy, si sarebbe beccato 20 anni di carcere, al contrario, dato che l'ha conosciuta si è limitato di prenderne 2. Capisce quindi di dover essere grato a Joy per averlo sposato.

## Scrittura creativa
- Titolo originale: Creative Writing
- Diretto da: Chris Koch
- Scritto da: Bobby Bowman

### Trama
Earl, in carcere, ha iniziato a frequentare un corso di scrittura creativa. Il lavoro da fare consiste nello scrivere una storia inventata. Earl però ha il blocco dello scrittore e fa provare a Randy, Catalina, Joy e Darnell a scrivere una storia. Ognuno dei quattro inventa una storia che, tramutata in televisione, corrisponde ad un genere di film diverso. Randy fa una storia fantascientifica, dove ha i superpoteri. Joy fa un cartone animato. Darnell fa un musical e Catalina fa una soap opera. Cominciamo a raccontare le diverse storie. Randy, nella sua storia, ha i superpoteri e deve riuscire a liberare sua moglie Catalina e suo fratello Earl dalle grinfie dell'"Uomo Unicorno" (già comparso in Per... barba e baffi, seconda stagione). Insieme al suo fido aiutante, ovvero un personaggio dei Muppet, Randy riesce a liberarli. Joy invece, nel suo cartone animato, fa scoprire ai suoi due figli, Dodge ed Earl Jr, che se non avessero studiato avrebbero vissuto come i loro parenti. Earl è un comune malfattore che muore investito da un treno; Randy invece è uno che non si lava mai. Il cartone si conclude con la visione di Dio. Darnell invece fa un musical in cui il tema principale delle canzoni sono il non uccidere (questo perché Darnell si sentiva in colpa per uccidere ogni giorno i granchi da servire al fish-bar). Catalina invece, nella sua soap opera, fa finta che non sia mai stato sposata con Randy ma che i due fratelli siano soltanto suoi amici. Lei deve sposarsi con un uomo d'affari statunitense ma non osa dirgli che lavora come spogliarellista e chiede ad Earl e Randy di coprirla. Sfortunatamente Joy, che nella soap opera sembra essere il cattivo della situazione, riferisce tutto quanto al futuro marito di Catalina. Alla fine, il ricco magnate e Catalina si sposano. Earl ha visto che tutti i suoi amici riescono a tirar fuori idea ma lui proprio non riesce e decide allora di scrivere solamente la sua vita reale, quella di tutti i giorni. Come un pomeriggio a Crab Shak, ovvero il fish-bar, con i suoi amici a chiacchierare. Earl legge il suo tema agli altri detenuti durante l'ora del corso e questo riscuote un grandissimo successo.

## La ragazza di Frank
- Titolo originale: Frank's Girl
- Diretto da: Eyal Gordin
- Scritto da: Danielle Sanchez

### Trama
Earl stila una nuova lista su un cuscino in prigione. È composta da 4 punti e uno di questi è: Fatto mollare Frank con la sua ragazza. Ogni venerdì, i detenuti possono incontrare la loro fidanzata, o se non ne hanno una, "comprarne" una. Frank un venerdì era stato rinchiuso nel "forno" (vedi Il mio nome è detenuto 28301-016) e per questo salta l'incontro con la sua fidanzata Billie Cunningham. Earl allora gli va a parlare e per sbaglio la convince a mollare il suo fidanzato. Earl ora decide di rimediare alla solitudine di Frank cercando tramite internet. Anche Earl decide di provare a cercarsi una fidanzata. Frank riesce a trovare una giovane ragazza invece Earl trova un trans suo amico. Earl non è per nulla felice di ciò che gli è capitato e decide di riportare Billie da Frank. Prima di tutto le telefona, le manda lettere e fa persino creare un cartellone con Frank nudo in cui chiede che Billie ritorni da lui. L'impresa riesce e Billie ritorna da Frank. Poco prima che i due si incontrino Earl scopre che Billie vuole fare l'infermiera. Ma appena ha conosciuto Frank si è dovuta dare al crimine per stare al passo con lui. Questo le ha impedito di diventare una vera infermiera. Ora Billie è intenzionata a diventarlo ed Earl capisce che deve convincere Frank a mollarla per farle vivere la sua vita, dato che è stato proprio Frank a cambiare il carattere di Billie. Frank capisce la situazione e decide di lasciare la sua fidanzata per poter vederla fare le sue scelte. Earl cancella il punto nº 4 della sua nuova lista.
- Punti della lista citati: Nessuno.
- Punti della nuova lista citati: 1, 2, 3, 4.

## Ancora "Cops"! (1ª e 2ª parte)
- Titolo originale: Our Other COPS Is On!
- Diretto da: Ken Whittingham
- Scritto da: Vali Chandrasekaran e Timothy Stack

### Trama

Earl e Randy sul loro hovercraft rubato

I detenuti del penitenziario di Camden County stanno guardando la televisione. Randy, che è una guardia, dice che è ora di spegnerla. Tutti lo cominciano a prendere in giro e di colpo alla televisione parte un altro episodio di Cops (I nostri Cops in tv!) ambientato per l'appunto a Camden County. Da ora in poi l'episodio verrà girato in modo da sembrare un documentario sui poliziotti da un cameraman chiamato Kevin. Gli agenti in questioni sono 4. Tutti questi sono ad una fiera contro Osama Bin Laden creata poco dopo l'11 settembre. Si nota in tutte le persone una grande tensione e una grande paura verso i terroristi, a tale proposito gli agenti hanno comprato 50.000 $ di armi per proteggere il popolo. Kenny, l'amico gay di Earl, ha vinto un "giorno con un poliziotto" e quindi seguirà un agente in giro per la fiera, in questo caso l'agente Stuart Daniels. Intanto la poliziotta Bobbi Bowman gira in giro per Camden con il suo "triciclo" (così chiamato perché la vettura ha 3 ruote). In strada becca subito Earl e Randy che hanno appena rubato un hovercraft giocattolo dalla fiera e se ne vanno tranquillamente in giro per la città. L'agente li ferma e gli fa lasciare il loro hovercraft vicino alla spazzatura. Intanto Darnell ha chiamato la polizia perché sua nonna odia Joy e gli vuole bruciare le sopracciglia, ma questa si oppone. Alla fine questa ustiona la fronte del poliziotto e scappa. Nel frattempo un altro agente sta cercando di soffocare una lite tra spogliarelliste al Privé di Chubby. Intanto Earl e Randy sono andati nuovamente alla fiera dove hanno rubato un agnellino camuffandolo da cane. Vengono subito beccati dalla polizia e quindi decidono di scappare. Nella fuga riescono anche a rubare tutte le armi dal valore di 50.000 $. I poliziotti credono quindi che i due fratelli siano terroristi. Earl accende una videocamera a calore e scopre che più è calda una cosa più i colori sono accesi e decidono di andare un po' in giro a vedere cosa succede. I poliziotti alla fiera scoprono ben presto il furto delle armi e diffondono la notizia del possibile attentato terroristico. Intanto Patty (la prostituta di Camden) rimpiazza una jeep in un gioco che consiste nel toccarla più tempo possibile, appena uno molla è eliminato. Earl va nel suo caravan con Joy ma non si accorge che proprio in quei momenti, sua moglie, lo stava tradendo con Darnell. Quest'ultimo è costretto quindi a fuggire nudo. Più tardi Earl e Randy vengono arrestati per essere stati scoperti con le armi in mano. Più tardi, per una disattenzione di uno dei poliziotti, Randy riesce a rubare la volante dove erano rinchiusi lui, suo fratello Earl e Joy e il cameraman Kevin. Earl prende il comando e decide di andare in Canada per crearsi una nuova vita e per l'occasione c'erano pure alcuni fuochi d'artificio sequestrati nel bagagliaio di questa. Purtroppo la volante ha con sé un localizzatore GPS e quella sera i poliziotti riescono a localizzarla. Intanto Earl e Randy decidono di chiudere Kevin nel bagagliaio per non farlo spifferare, togliendo ovviamente i fuochi d'artificio ma dimenticandone uno. I poliziotti arrivano al Campo Caravan e ammanettano tutti quanti, ma nel tentativo di fuga arriva il divo di Camden "il Signore Stack" con l'hovercraft precedentemente rubato da Earl e Randy. Questo è, come di consueto, ubriaco e sbadatamente accende i fuochi artificiali appoggiati lì vicino. Anche Kevin nel tentativo di trovare una candela ha acceso l'ultimo fuoco d'artificio presente nel bagagliaio. I fuochi esplodono per aria e tutta Camden si ferma ad osservarli. Darnell con l'agente Bobbi Bowman, Patty con l'ultimo concorrente, Earl con Randy, Joy e un agente e un l'agente Daniels con Kenny. Tutti osservano questo evento e i poliziotti sono impressionati tanto che decidono di liberare tutti. Qui l'episodio di COPS finisce e la telecamera ritorna nel carcere. Tutti i detenuti ora sanno che Randy è famoso anche in tv e che conosce pure alcuni divi della televisione e anche che non ha la fedina pulita. Randy grazie a quel video era riuscito a farsi valere.
- Nota: Questo episodio è una parodia della serie televisiva statunitense Cops che riprende dei poliziotti durante la cattura di veri criminali.

## La strizza raddrizza
- Titolo originale: Randy in Charge (...of Our Days and Our Nights)
- Diretto da: Eyal Gordin
- Scritto da: Mike Mariano

### Trama
Il direttore del penitenziario, Jerry Hezelwood, chiama Earl e gli dice che gli darà due mesi di sconto della pena se contribuirà alla creazione di un programma chiamata "La strizza raddrizza". Consiste nel portare dei detenuti in alcune scuole e spaventare i ragazzi affinché gli passi la voglia di diventare criminali. Earl fa dei provini e alla fine decide 3 detenuti: Frank Stump, Maciste e un nano. Quello stesso giorno Earl litiga con suo fratello Randy, la sua guardia carceraria, e gli dice che senza di lui è perso. Randy per far capire che non è vero comincia a far diventare la vita di Earl in prigione un inferno. Lo fa giocare a pallavolo nudo, gli dà sempre porzioni di cibo dimezzate e sporche e addirittura lo costringe a non prendere parte del programma La strizza raddrizza. Randy andrà a sorvegliare i detenuti al posto di Earl. I tre carcerati e Randy partono, nella scuola in cui vanno fanno successo e tutti sono intimoriti dalla vita di prigione. Randy allora porta i detenuti a prendere un gelato. Lascia andare Maciste e il nano a prenderli e rimane a controllare Frank. Passa una mezz'ora e non li vede tornare e va a controllare. Fortunatamente i due si erano dimenticati i gusti e cercavano solo di ricordarli invece che scappare. Randy torna al furgone e scopre che invece Frank è fuggito. Questo allora torna immediatamente al penitenziario a dire tutto al direttore. Questo gli dice di non avvertire la polizia oppure sua moglie ne sarebbe venuto a conoscenza (sua moglie è governatrice dello Stato) e probabilmente lei avrebbe divorziato con lui. Il direttore costringe allora ai due fratelli di andare a cercare il fuggitivo e riportarlo senza farne parola con nessuno. Nel frattempo Joy è alla fine dell'ottavo mese di gravidanza, la sua sorellastra (a cui sarà dato il bambino) ordina a Joy che il parto sarà fatto in maniera naturale, Joy invece preferisce farlo insieme ai dottori. Questa, senza avvisare nessuno all'infuori di suo marito, va all'ospedale e chiede di essere visitata da un medico. Tutti sono in tensione per diversi motivi. L'episodio finisce con la scritta: TO BE CONTINUED.

## Missione top secret
- Titolo originale: Midnight Bun
- Diretto da: Eyal Gordin
- Scritto da: Hilary Winston

### Trama
L'episodio comincia con un breve flashback dei fatti accaduti nell'episodio La strizza raddrizza: un detenuto (Frank Stump) è scappato, Earl e Randy devono andare a cercarlo e Joy vuole partorire. Joy appena arriva in ospedale si fa dare la camera migliore (e cioè una camera grande quasi quanto un appartamento). Earl intanto è riuscito a scoprire dove è diretto Frank, ovvero a recuperare il bottino di una precedente rapina fatta insieme a Paco (e proprio quest'ultimo confessa ad Earl dove è andato) e lasciato nascosto dietro al fornello del caravan dove vivono oggi Joy e Darnell. Earl e Randy vanno a prendere quindi la macchina per andare a cercarlo; Randy consiglia di portare K-9, ovvero il segugio del penitenziario a cui lo stesso Randy aveva fatto annusare la maglietta di Frank. Earl però si rifiuta e il cane allora scappa. I due fratelli vanno ad appostarsi vicino al caravan in attesa che l'evaso arrivi. Joy intanto è stata scoperta dalla sua sorellastra (ovvero alla futura madre del bambino di Joy) che aveva imposto alla sorellastra incinta di fare un parto naturale. Questa però non voleva partorire senza una puntura e per questo chiama un dottore. Purtroppo la futura madre è anche una campionessa di wrestling e stende il dottore. Tutti allora tornano a casa, ovvero al caravan dove sta per arrivare Frank. Earl e Randy lo vedono proprio entrare e a loro volta entrano. Non si aspettano però che Frank abbia una pistola e che li ammanetti al frigorifero. In quel momento entrano Joy, Darnell, la sorellastra di Joy e suo marito. Arriva anche la polizia ed Earl si ricorda che il direttore gli aveva detto di non farne parola con la polizia, dice quindi a Darnell e al marito della sorellastra di Joy di mandarli via. Come se non bastasse, proprio in quei minuti Joy deve partorire e Darnell l'aiuta a far nascere il bambino. Alla fine, in quei momenti di felicità, Frank ne approfitta per scappare. Earl e Randy sfondano il frigorifero e lo rincorrono, ma K-9, prima fuggito, non aveva fatto altro che seguire il suo odore e aveva scovato il detenuto evaso. Il cane fa cadere Frank e lo porta dai due fratelli. Questi a loro volta lo portano di nuovo in carcere.

## Le vie del karma sono infinite
- Titolo originale: Burn Victim
- Diretto da: Gail Mancuso
- Scritto da: Michael Shipley

### Trama
Il direttore del penitenziario, Jerry Hazelwood, dice ad Earl che gli darà 6 mesi di sconto (ovvero tutto ciò che gli rimane da scontare in carcere) se riuscirà a far vedere ad alcuni giornalisti che il carcere ha un programma di "ricostruzione morale" dei detenuti, che incontrando le vittime dei loro crimini, si scusano. Earl decide di prendere come esempio John l'artista. John è il miglior pittore del penitenziario, passa intere giornate a dipingere quadri. Earl gli spiega cosa deve fare e John dice a lui cosa aveva fatto per essere in carcere. Due anni prima, John, per fare un quadro meraviglioso, decise di far bruciare il laboratorio chimico di suo padre (che si trova nella cantina della loro casa). L'incendio si propagò a tutta la casa e John venne rinchiuso in carcere per tentato omicidio plurimo. John dice inoltre ad Earl che se vuole che si scusi con i suoi genitori (ciò le vittime) dell'accaduto, deve preparare un ballo di gala nel carcere, perché quando era giovane, per colpa dei genitori iper-protettivi, non ha potuto fare. John, inoltre, dice ad Earl che deve essere proprio lui a finanziarlo. Earl quindi chiede a Joy quanto gli rimane sul conto, ovvero 24.728 $. John gli dice che deve essere qualcosa di grandioso e che quindi bisognerà spendere tutti i soldi di Earl. Quest'ultimo, ovviamente contrariato, accetta perché sa che la libertà può costare cara. Arriva la sera del ballo. Tutto è pronto e tutti sono felici. Persino John si è divertito a ballare con la sua fidanzata. La serata è andata benissimo e il giorno dopo, John si sarebbe scusato. L'indomani i giornalisti sono arrivati per ascoltare le scuse, i genitori sono presenti e anche John. Ma questo comincia a dirgli che sono loro i colpevoli e non lui, perché non lo hanno mai accudito e se ne va. Earl lo ferma e gli dice che avevano un accordo, ma John gli dice che può scegliere lui ciò che fare e cosa no e che quindi preferisce non dire le proprie scuse ai genitori. Earl è furioso, è sempre stato paziente ma ora qualcosa in lui si era rotto. La sua pazienza era andata distrutta. Quella sera Earl appicca il fuoco nella cella di John e gli brucia tutti i quadri, mesi di lavoro andato in cenere. Dopo aver bruciato i quadri, Earl va da John e lo picchia dopo avergli rinfacciato tutte le cose che gli aveva detto. Anche se era andato tutto perduto, Earl aveva avuto la sua vendetta. John, intanto, vedendo tutti i quadri distrutti, capisce che non è colpa dei genitori se è lui così e quindi comincia a dipingere i quadri solo per loro (dipingendo tra questi le foto di famiglia che erano state distrutte durante l'incendio che aveva scatenato). Qualche giorno più avanti, John, davanti ai giornalisti, fa le sue scuse ai genitori. Il direttore del penitenziario da l'abbuono di 6 mesi di pena. Earl è molto felice. Ma il direttore Hazelwood si è accorto che senza di Earl il programma La strizza raddrizza sarebbe perduto. Il programma di ricostruzione non ci sarebbe. Un detenuto sarebbe evaso. Nel carcere ci sarebbero continuamente delle guerre fra bande. Senza di Earl la prigione era un disastro. Hazelwood decide quindi di bruciargli tutti gli abbuoni di pena per tenerlo ancora un po' in carcere.
- Curiosità: In questo episodio non compare Catalina.

## Scappa, Earl scappa!
- Titolo originale: Early Release
- Diretto da: Jason Ensler
- Scritto da: Jessica Goldstein e Chrissy Pietrosh

### Trama
Catalina, Joy, Darnell e Randy sono fuori dalla prigione ad aspettare Earl, dato che questo, per le sue buone azioni, ha scontato la pena in carcere. Earl arriva ma la guardia carceraria non lo fa uscire. Earl va dal direttore Hazelwood a chiedere spiegazioni e questo gli dice che ha triturato tutti i suoi sconti di pena. Earl è inferocito e comincia a picchiare il direttore. Quest'ultimo chiama la sorveglianza e mette Earl nella cella di isolamento. Earl non ha contatti con nessuno. I giorni passano e la sua mente, pur di parlare con qualcuno, comincia a impazzire. Crede di essere un pollo, il giorno dopo il direttore di un'orchestra e un'altra volta di essere sotto la doccia. Passano due mesi senza che Earl rivolga la parola a qualcuno e alla fine non riesce a riconoscere ciò che è vero e cosa no. Al sessantesimo giorno, il direttore tira fuori dall'isolamento Earl. Questo allora decide che deve andarsene di prigione, deve evadere. Earl arruola Frank, Pablo, Randy, Joy e Darnell. Hanno un piano per riuscire a scappare. Joy e Darnell si travestono rispettivamente da suora e da prete e vanno nel carcere con un furgoncino, usato eventualmente per la fuga. Qui i due fanno svenire le guardie. Earl, Randy, Frank e Pablo intanto, con una messinscena, sono riusciti ad entrare nei condotti di ventilazione. I 4 sono quasi all'uscita del condotto quando questo crolla sotto i loro piedi ed Earl e Randy finiscono proprio addosso al direttore sulla sua scrivania. Frank e Pablo invece riescono ad andarsene e rubano il furgoncino di Joy e Darnell. Earl, crollando sulla scrivania, trova una pistola nascosta. La prende e tiene in ostaggio il direttore. Nel frattempo Darnell è entrato a sua volta nei condotti per andare a salvare Earl. Anche Darnell, senza accorgersene, cade nel buco del condotto e cade addosso ad Earl. Quest'ultimo perde la pistola e la prende il direttore. La situazione sembra ormai perduta quando Darnell e Hazelwood si riconoscono a vicenda e Darnell racconta come mai si conoscono. Anni prima, i due vivevano nello stesso appartamento per frequentare l'università. Ogni pomeriggio, però, Jerry Hazelwood girava dei film porno per alcune ditte. Darnell ovviamente non ne fece mai parte. Ora Earl e Randy conoscono un oscuro segreto su Jerry Hazelwood. Se lo spifferassero, probabilmente, sua moglie (la governatrice dello Stato) divorzierebbe da lui, sarebbe licenziato da direttore e quindi finirebbe in malora. Earl chiede quindi di uscire di prigione in cambio del silenzio sul segreto. Intanto, Frank e Pablo, sono alla guida del camioncino. Per la precisione sta guidando Pablo. Tutto d'un tratto, questo riconosce Catalina per strada (ciò la sua ex-fidanzata). Ne rimane abbagliato e accidentalmente sbaglia strada, tamponando una volante della polizia. Il poliziotto li riporta quindi in carcere. Mentre Earl e Randy escono, Frank e Pablo rientrano. Earl non riesce a capire perché il karma, quando faceva buone azioni, lo mandò in carcere. Appena Earl, invece, cercava di farne una cattiva (quindi evadere), il karma lo premia facendolo uscire. Earl ha le idee confuse e questo lo porterà a tornare ad essere il cattivo di sempre.
- Guest star: Larry Joe Campbell (guardia carceraria)

## Earl il cattivo
- Titolo originale: Bad Earl
- Diretto da: Eyal Gordin
- Scritto da: Alan Kirschenbaum

### Trama
Appena uscito di prigione, Earl è senza soldi, senza una casa e senza lavoro. Decide quindi di vivere come barbone e fare consegne di cibo messicano come lavoro. Un giorno, portando una consegna a casa di una vecchietta, incontra Ralph, suo grande amico. Costui gli spiega cosa gli fosse successo dopo l'evasione dal carcere (Il mio nome è detenuto 28306-016): per non fare rumore, Ralph era scappato in mutande. Dopo aver corso per chilometri, trova una strada e chiede il pit-stop. L'unico che offre un passaggio ad un uomo in mutande non può essere altri che Kenny, l'amico gay di Earl. Poco più tardi, Ralph scende precipitosamente dall'auto perché ha scoperto che era in macchina in mutande con un gay e questo non gli piaceva. Scappando, trova del cibo davanti ad una casa. Comincia a mangiare quando la padrona di casa, una vecchietta gli apre la porta e gli dice di entrare e mettersi dei vestiti. Gli unici vestiti che ha sono quelli del marito morto. Ralph, dopo averli indossati, ritorna dalla vecchietta, e questa, probabilmente per colpa di qualche malattia, riconosce in lui suo marito invece che Ralph. Ralph, per nascondersi dalla polizia che è sulle sue tracce, decide di rimanere a fare questa commedia. Earl, cercando di calmarsi, riprende la lista e decide di rimediare al punto nº 205 lista: fatto cadere spogliarellista (Vischio) al Club Chubby. Dopo essersi esibito al posto suo, la cancella dalla lista ma nulla cambia. Appena uscito dal Club, vede Ralph con una lussuosissima macchina e due belle ragazze. Earl non capisce perché Ralph, facendo il cattivo, riceve così tante cose, al contrario, lui facendo buone azioni non riceve nulla. Earl decide quindi di buttare la lista e tornare ad essere quello che è sempre stato: un ladro. Con Ralph e Randy, cappotta il caravan di Joy e Darnell. Più tardi ruba gli abiti di Ralph e diventa quindi lui il "marito" della vecchietta e Ralph uno sconosciuto qualunque. Tutti i suoi amici cercano di convincerlo a ritornare quello che era prima, ma Earl è deciso a rimanere ciò che è ora. Earl passa la Vigilia di Natale dalla vecchietta, ora sua moglie. Il 25 dicembre, dopo aver dato un pugno a Ralph, dato che questo aveva cercato di rubargli a sua volta i vestiti, Earl decide di scappare da quel luogo e ricrearsi una vita. Mentre cammina vede un foglio giallo che vola con il vento. Earl capisce che è la sua lista e comincia a correre più veloce che può. Alla fine si ferma e scopre che non era in realtà la lista ma un semplice volantino. Nell'euforia di sapere di aver messo da parte definitivamente la lista, cammina in mezzo alla strada e viene investito da un'auto. Alla guida di questa c'era Billy, l'ex-fidanzata di Frank. Earl, poco dopo sviene e va in coma. Billy, nel cercare aiuto, viene investita a sua volta da un ex-poliziotto (l'ex-agente Stuart Daniels ora bowler) e finisce anch'essa in coma.
- Punti della lista citati: 205.

## Non morirò se mi aiutano gli amici (1ª e 2ª parte)
- Titolo originale: I Won't Die with a Little Help from My Friends
- Diretto da: Marc Buckland
- Scritto da: Greg Garcia

### Trama
L'episodio comincia dagli avvenimenti del precedente episodio. Earl e Billy sono in coma dopo essere stati investiti dall'agente della polizia Stuart Daniels. Lo stesso agente chiama un'ambulanza, ma visto che ci può stare una sola persona all'interno di questa, decidono di ricoverare Billy perché è bella invece che Earl perché è un uomo. Randy decide allora di rubare l'ambulanza e mettere al suo interno Earl. Dopo averla rubata, però, non sa dove si trovi l'ospedale e nel tragitto del suo viaggio trova Joy, Darnell e Catalina fermi in strada perché la macchina ha il motore fuso. I 3 salgono e aiutano Randy a indirizzare l'ambulanza all'ospedale. Ognuno ha i suoi metodi per cercare di far rinvenire Earl nell'ambulanza. Joy gli strizza i capezzoli, Darnell prova a rianimarlo con un defibrillatore ma alla fine si ustiona da solo e dà una scossa di elettricità al cervello di Earl, e infine Catalina invoca gli spiriti perché aiutino Earl a svegliarsi dal coma. Quest'ultima, nel chiamare gli spiriti, apre il portellone dell'ambulanza e, dato che la barella non è ben fissata, scivola in strada con Earl e Joy sopra. La barella non si ferma e Joy vede che poco più avanti c'è un camion che sta passando proprio per la loro strada. Questa salta giù dalla barella, ma Earl che è in coma rimane su questa e quando sembra che il camion stia per schiacciare la barella ed Earl, questa si incastra nel "muso" del camion, con Earl sopra, e questo, guidato da una donna, la porta a casa sua. Randy, Joy e Darnell riescono a capire di chi sia il camion e vanno a casa di questa. La donna comunque nega di aver trovato un corpo vicino al camion, ma in realtà dentro a casa sua c'è proprio Earl che lei usa come bambolotto. Randy, Joy e Gamberone riescono a "rubare" Earl dalla donna ma questa prende un fucile e nel tentativo di colpirli spara ad un fianco di Earl. Alla fine i 3 riescono a portarlo in ospedale. Qui i medici gli dicono che: ha avuto un'emorragia cerebrale (dovuta alla scossa data da Darnell), probabilmente un capezzolo dovrà essere amputato (per colpa di Joy) e che ha una pallottola nella coscia (per colpa della donna). Alla fine il medico gli dice che è molto improbabile che questo si risvegli dal coma. Randy, non arrendendosi, decide di chiamare un guaritore. Questo non è altri che un ragazzo. Ma Joy e Randy l'avevano visto aiutare veramente la gente, innanzitutto proprio da Earl che una volta aveva avuto una storta e che gli era subito passata grazie a questo ragazzo. Randy, Joy e Darnell lo vanno a trovare e scoprono ben presto che non fa più guarigioni, dato che dopo che aveva guarito Earl e Joy, Earl alla storta e Joy dai brufoli, li avevi visti ad un telegiornale in cui si vedeva che rubavano un supermercato. Il ragazzino quindi decise che non avrebbe più guarito nessuno per non correre il rischio di creare nuovi criminali. Fortunatamente Randy dice al ragazzo che Earl è diventato buono e che ha fatto la lista, ma il bambino vuole vedere che anche Joy è diventata buona. Non sapendo che altro fare, Joy e Darnell fanno un montaggio video in cui si vede questa aiutare bambini in Africa, essere della squadra di protezione ambientale ecc. Il guaritore allora decide di accettare di guarire Earl. Appena arrivato in ospedale prova a guarire questo ma non ci riesce e dice a tutti di staccare la spina. Fortunatamente arriva il padre del ragazzo e dice a tutti ciò che è veramente successo durante le guarigioni. Il padre del ragazzo era un truffatore e decise di truffare la gente inventandosi che suo figlio era un guaritore e facendo pagare le guarigioni. Per far credere di più la messinscena, aveva pagato Earl per far finta di essere zoppo e quindi farsi curare miracolosamente da suo figlio. Earl recitò la sua parte e tutti ci credettero. Quando invece il ragazzo toccò la fronte di Joy, questa guarì dai brufoli perché il ragazzo aveva sempre della crema di bellezza spalmata dal padre sulle sue mani. Tutti sono ora arrabbiati col padre del ragazzo, ma proprio il bambino è felice di non avere più dei "poteri" e poter essere quindi un ragazzo normale. Randy è ormai disperato quando vede la pressione di Earl scendere drasticamente ogni secondo. In ultimatum prova a cancellare il punto nº 45 della lista: Sprecato elettricità. Randy spegne delle luci inutili e cancella il punto. Subito la pressione di Earl risale e questo fa capire a Randy che l'unico modo per salvare Earl è cancellare punti dalla lista (da qui il titolo dell'episodio).
Durante tutte queste vicissitudini, Earl che è in coma, non fa altro che sognare. Sogna di vivere in una serie televisiva degli anni cinquanta in cui è sposato con Billy. Tutto ciò che succede nella realtà, Earl lo ricrea nella propria mente. Ad esempio: quando Catalina parlò di Paris Hilton, Earl la sogna; oppure: quando nell'ospedale gli hanno attaccato l'elettrocardiogramma, ovvero la macchina che mostra le pulsazioni cardiache e che suona ritmicamente ai battiti del cuore, Earl nella fantasia sentiva suonare una sveglia. Così succede per ogni cosa.
- Guest star: Paris Hilton interpreta se stessa.

## Rubato una motocicletta
- Titolo originale: Stole a Motorcycle
- Diretto da: Eyal Gordin
- Scritto da: Kat Likkel

### Trama
Randy decide di porre rimedio al punto nº 30 della lista al posto di Earl che è ora in coma: Rubato una motocicletta. Randy, poiché era ubriaco, si ricorda solamente di aver rubato una motocicletta da un'officina ed essersi risvegliato la mattina dopo in uno scuola-bus. Quindi non ha la minima idea di dove possa essere. Decide quindi di ripercorrere tutta la strada insieme a Joy. I due prima di tutto vanno da Darnell a chiedere se si ricordasse qualcosa, e questo gli dice che quando erano ubriachi, Earl era entrato al fish-bar a seminare panico con la motocicletta e Randy invece stava distruggendo il locale travestito da pollo. Darnell inoltre gli dice che conosce un barbone che dice di aver visto qualcosa quella notte. Appena arrivati dal barbone, questo dice ai 3 che aveva visto Randy ed Earl su due macchinine giocattolo (ovvero un aeroplanino ed una macchina d'epoca giocattolo) rincorrersi per la strada. Alla fine dice di aver visto anche Earl picchiare Randy con rabbia e poi lanciarlo sulla strada prima che passassero due moto. Fortunatamente Randy ne è uscito illeso. Ora Randy è infuriato con Earl. Randy, Joy e Darnell decidono allora di andare a chiedere delle informazioni dal club degli anziani, dato che conoscono sempre un po' di tutto. Appena arrivati, i vecchi membri del club riconoscono Randy. Si scopre quindi che Randy, quella notte, era andato a iscriversi al club e si era divertito un mondo prima che arrivasse Earl con un'antenna cercando di picchiarlo. Il club ha anche una foto di quella volta e Joy riconosce la "mutenna", ovvero l'antenna che impugnava Earl. Quell'antenna sventolava sopra al caravan di John "il sordo" e lì le ragazze che vivevano al campo caravan, ci lanciavano sempre le mutande. I 3 decidono quindi di andare a vedere cosa ci fosse sopra il caravan. Lì trovano la motocicletta e Randy si ricorda tutto. La polizia, dopo aver saputo del furto della motocicletta, si era messa alla ricerca dei due fuggiaschi. Earl e Randy decisero di nasconderla sopra al caravan di John il sordo e dopo aver costruito una rampa, i due si erano arrampicati sopra di questo. In cima si nascosero poiché la polizia era venuta a perquisire tutti i caravan. Earl, che era come Randy ubriaco, aveva il singhiozzo e suo fratello per farlo stare zitto gli tappò la bocca. Earl, non potendo respirare, svenne, e Randy credette di averlo ucciso. Dopo aver "ucciso" Earl, Randy si era dato alla pazza gioia nel tentativo di colmare la tristezza dell'avvenimento. Earl intanto si era risvegliato dallo svenimento e, credendo di essere morto, prese la mutenna e quindi cercò di uccidere a sua volta Randy. Per questo era così infuriato e cercava di uccidere Randy. Quest'ultimo ora è in preda all'angoscia e ai sensi di colpa, e decide di riportare la motocicletta. Subito dopo averla riportata, torna da Earl e gli stringe la mano. Quest'ultimo riesce a sua volta a fare una minima stretta anche essendo in coma. Questo fa capire a Randy che se continua a cancellare punti dalla lista, molto presto Earl si risveglierà. Earl, dato che è in coma, sogna di essere nel "mondo delle fiction" e vede tutta la sua vita come una fiction. È sposato con Billy e i due stanno per avere un figlio. Proprio quando questi vanno all'ospedale per partorire il loro figlio, i due prendono un ascensore fuori servizio e loro figlio nasce dentro a questo. Randy alla fine riesce ad aprire l'ascensore e a salvare Earl (chiara quindi la metafora con ciò che sta accadendo nella realtà).
- Punti della lista citati: 30.
- Curiosità: In questo episodio Catalina non compare.

## L'erba del vicino...
- Titolo originale: No Heads and a Duffle Bag
- Diretto da: Michael Fresco
- Scritto da: Hunter Covington

### Trama
Mentre Earl è in coma, Randy e Joy decidono di portare i genitori di questo a fargli visita. Inoltre decidono di cancellare il punto nº 9 della lista: Rovinato vacanza dei genitori. Molti anni prima, quando Earl e Joy erano ancora sposati, Earl e Randy vivevano a casa dei loro genitori. Un bel giorno, questi ultimi, decidono di andare a fare una vacanza e lasciano la casa in mano ai loro due figli. Sfortunatamente l'aereo è in ritardo di 5 ore e decidono di tornare a casa per poi ritornare in aeroporto. Nel frattempo, Earl, Joy e Randy vanno a comprare delle sigarette al Camden Market. Randy ed Earl rimangono in macchina mentre Joy va a comprarle. Quando sono ad aspettare con la loro macchina nel posteggio del negozio, un giovane malavitoso inesperto, lascia un sacco sul bagagliaio di questi mentre lui è intento a parlare al telefono con alcuni suoi complici. Joy torna e tutti e 3 vanno a casa. Dwayne, il malavitoso, intanto si è accorto dell'errore commesso. Appena arrivati a casa, i 3 aprono la misteriosa borsa e trovano al suo interno 20 kg di droga, più precisamente "Maria es scomunicata" (da quanto detto da Darnell). Il trio decide di lasciare la borsa sul tavolo e decidono di brindare alla fortuna con del liquore e vanno a prenderlo al Camden Market. Quando arrivano, però, Dwayne è lì ad aspettarli e gli punta una pistola addosso costringendoli a tornare a casa. Appena arrivati, scoprono che i genitori sono tornati dall'aeroporto per il ritardo, e che inoltre Carl, il padre, ha bruciato tutta l'erba. Ora, se vogliono che Dwayne non li uccida tutti, devono procurarsi altri 20 kg di marijuana entro la fine di quella sera. Le donne rimangono in ostaggio, mentre gli uomini vanno a prendere la droga. Carl non è per niente felice di tutto questo, dato che è un poliziotto di quartiere. Comunque i 3 uomini decidono di andare al Crab Shack, ovvero il fish-bar di Darnell, e chiedere a questo di aiutarli nell'impresa. Darnell gli dice che quell'erba è preziosa e gli dice che se la vogliono devono andare a comprarla da uno dei migliori spacciatori della città che risiede al Motel Las Palmas, nella stessa stanza in cui vivranno poi Earl e Randy. Mentre gli uomini cercano la droga, Dwayne non resiste e si fuma la sua di droga, il fumo di questa, attraverso gli aeratori, giunge alle narici di Kay (ovvero la madre) e quest'ultima subisce gli effetti della marijuana e crede di essere un aquilone. Carl, Randy ed Earl intanto sono arrivati nel motel e sono entrati nella stanza di questo spacciatore denominato "Circus". Questo è gay e vive con i suoi 3 scagnozzi anch'essi gay. Inoltre ha varie armi, ovviamente illegali, e tiene rinchiuso un canguro nel bagno. Circus dice ai 3 uomini che se vogliono la droga, devono prima aspirare quella stessa droga ciascuno. Per far capire che non scherza, un suo scagnozzo punto la pistola addosso ad un altro scagnozzo e gli spara ferendolo alla gamba. Sempre questo, punta la pistola alla tempia di Carl. Carl è un bravo poliziotto e odia vedere droga, violenza e animali in gabbia. Prende quindi il bong contenente l'erba e lo spezza sulla testa dello scagnozzo che lo stava minacciando, furtivamente riesce a prendere la pistola di questo e a indirizzarla a Circus. Carl si fa consegnare i 20 kg di marijuana. I 3 uomini tornano a casa e danno la droga a Dwayne e tutti sono salvi. Torniamo per un attimo ai giorni nostri, Carl, bisbigliando all'orecchio di Earl, dice a questo che quella esperienza gli aveva fatto vivere fino in fondo il valore della vita e lo aveva fatto sentire veramente vivo. Difatti, qualche giorno più tardi, Carl era tornato da Circus e gli aveva chiesto nuovamente droga. Ma questa volta era accompagnato da una scorta armata e arrestò lui e i suoi scagnozzi. Carl quindi perdona Earl per tutto quel trambusto e lo ringrazia per averlo fatto sentire un vero uomo.
- Punti della lista citati: 9.
- Nota: Il titolo italiano dell'episodio deve il suo nome dal proverbio: "L'erba del vicino è sempre più la verde". Qui invece l'erba prende il significato di marijuana.
- Nota 2: Il titolo originale dell'episodio prende il suo nome dal film di Joe Pesci: 8 Heads in a Duffel Bag (il cui titolo italiano è Otto teste e una valigia).
- Curiosità: Durante l'episodio Carl, interpretato da Beau Bridges, viene chiamato "Vecchio Drugo" e "Grande Lebowski", come il protagonista dell'omonimo film, interpretato dal fratello Jeff Bridges.

## Palla-Scontro
- Titolo originale: Killerball
- Diretto da: Eyal Gordin
- Scritto da: Matt Ward

### Trama
L'ospedale dimette Earl e quindi se ne dovrà occupare Randy. Sulla strada di casa gli fa trovare un carrello della spesa abbandonato e poi una sedia con le rotelle tecnologica, con delle casse acustiche e un telecomando direzionale a distanza. Tutti sono felici che Earl sia finalmente "tornato" al Crab Shack, anche se in coma. Randy decide quindi di andare a cancellare un punto qualsiasi della lista e decide di cancellare il nº 241: Fatto arrivare tardi al lavoro Derrick Stone. Anni prima, quando lui ed Earl vivevano al Campo Caravan, il loro vicino si svegliava presto per andare al lavoro e nell'accendere l'auto svegliava anche loro. Earl e Randy decisero quindi di seppellirla. Ora Randy decide di andare a trovarlo. Appena va da lui scopre che per colpa loro ha perso casa, lavoro e fidanzata. Ora la macchina è di proprietà della sua nuova vicina. Earl intanto era stato piazzato da Randy nella macchina di questa e appena lei è entrata si è presa uno spavento tale da uscire dalla vettura urlando. Il punto non è cancellato. Randy decide quindi di farne un altro: nº 126, Rubato agli Henson. Gli Henson erano una famiglia di ricchi ed Earl e Randy, per divertirsi quando ebbero un incidente con il paracadute, gli rubarono la sedia a rotelle su cui erano costretti a stare. Randy va a trovarli e la sorella decide che se vuole cancellarla deve fare ingelosire il suo fidanzato che crede di non amarla più. Durante la partita di Palla-Scontro, la sorella cerca di far ingelosire il fidanzato ma senza risultato. Palla-scontro è uno sport obbligatorio su carrozzine in cui bisogna prendere la palla e portarla in una zona precisa, simile al rugby. Mentre Earl cerca, o meglio lo costringono, a far ingelosire il fidanzato della sorella, anche il fratello Henson gioca nella squadra avversaria di questo e stanno perdendo. Il fratello chiede quindi a Randy di mandare in campo Earl per fargli vincere la partita e quindi cancellarlo dalla lista. Earl intanto è all'oscuro di quello che succede, dato che è in coma. Sogna di essere in un mondo finto delle serie televisive in cui lui è vecchio e ricorda i bei momenti della giovinezza. Randy intanto prende il telecomando e comincia a far andare in campo Earl tramite il telecomando. La squadra degli Henson sembra vincere, ma di colpo la squadra avversaria rimonta e ora sono pari. Il fidanzato della Henson prende la palla. Mancano pochi secondi alla fine della partita. Tutti sono dietro di lui, tranne Earl. Sfortunatamente Randy ha fatto cadere il telecomando e lo ha perso. Earl è ora immobile sulla carrozzella. Se riesce a fermarlo il punto è cancellato. D'un tratto la sorella Henson grida al fidanzato che Earl ha un pene funzionante, a differenza di lui. Il fidanzato è ora arrabbiato e nell'ira decide di perdere ma colpire piuttosto in faccia Earl con la palla. Gli lancia una pallonata e lo fa cadere a terra prendendo una brutta botta. Ma durante lo scontro con la palla, miracolosamente Earl si risveglia dal coma leggermente confuso. Il punto nº 126 è cancellato ed Earl è sveglio. Come se non bastasse, il mattino dopo, la vicina di Derrick Stone, dopo lo spavento di vedere Earl in macchina, decide di chiedere un passaggio al suo vicino. Tra i due nasce così una storia di amore e il punto nº 241 è quindi cancellato dalla lista.
- Punti della lista citati: 116, 126, 241.

## Tutti pazzi per Billie
- Titolo originale: Love Octagon
- Diretto da: Michael Fresco
- Scritto da: Danielle Sanchez

### Trama
Earl è ora uscito dal coma e prima di tornare alla lista decide di dichiarare il suo amore a Billie. Purtroppo non sa dove si trovi e comincia a chiedere in giro. Inoltre va da Frank, che si trova ora in libertà vigilata, e chiede a questo di insegnargli cosa piace a Billie e cosa no. I due vanno quindi a cercarla. Earl chiede informazioni a Stuart Daniels, ex-poliziotto ora giocatore di bowling. Questo dice di non conoscerla. Ma in realtà la conosce più che bene. Il 25 dicembre, quando Earl è stato investito da Billie, e Billie è stata investita da Stuart, tra il bowler e la ragazza in coma si è creato l'amore. Billie, che era in coma, non poteva sapere chi era Stuart, ma Stuart sapeva di essere innamorato di Bilie. Quando questa si svegliò, la prima cosa che chiese era: "come sta Earl?". Stuart non sopportò di essere rifiutato e allora gli disse che i poliziotti erano sulle sue tracce perché credevano che avesse investito Earl apposta, cosa che in realtà non è mai successa. I due così fuggono, o meglio Stuart finge di fuggire. Questi vanno nel motel di Earl, dove Billie incontra Catalina. Quest'ultima si dichiara ora lesbica e per tanto innamorata di Billie. Ma appena Earl è tornato a vivere nella sua camere, i due se ne sono andati. Ora i due vivono a casa di Stuart. Ma il bowler sa che Billie non può rimanere lì, e così va a chiedere aiuto al suo amico Kenny James. Questo allora li nasconderà in casa sua. I due fuggiaschi non sanno però che Earl aveva pregato Kenny di dirgli se aveva informazioni riguardanti Billie. Kenny quindi lo chiama ed Earl insieme a Frank vanno a trovarla. Earl però capisce che Frank ne è ancora innamorato e decide quindi di fingere una scusa per andare l'indomani a trovarla perché deve prepararsi. Il giorno dopo Earl non viene a prendere Frank nella casa-prigione dove si trova ora Frank a vivere insieme ad altri detenuti. Earl si dirige da Billie, ma viene buttato per terra da Frank, che è intanto riuscito ad evadere dalla sua casa-prigione. I due dopo una lotta, giungono dentro alla casa di Kenny e tutti si dichiarano. Earl ama Billie, Frank ama Billie, Catalina ama Billie, Stuart ama Billie e Kenny ama Stuart. Alla fine Billie capisce che il Karma ha fatto incontrare lei ed Earl per un preciso motivo e decide quindi di fidanzarsi con Earl. Dopo una settimana i due si sposano, e Stuart e Kenny si fidanzano anch'essi e vanno in California a bere vino per un intero fine settimana. Infine Catalina, per strada, ritrova Paco, appena evaso anch'esso dalla casa-prigione dove vivevano alcuni detenuti, e i due si fidanzano.

## La lista di Billie
- Titolo originale: Girl Earl
- Diretto da: Eyal Gordin
- Scritto da: Ralph Greene

### Trama
Dopo che Earl e Billie si sono sposati, quest'ultima scrive una lista come quella del marito. In essa sono contenute tutte le azioni cattive a cui deve rimediare. Anche se all'inizio la convivenza tra i due sembra ottima, ben presto Earl comincia a non sopportare più la moglie che riesce sempre a trovare il modo per farlo irritare. Per cercare di calmarsi, Earl confronta le due liste e nota che hanno un punto in comune: Rubato da Joel (nel caso di Earl è: Rubato la tv e il tappeto di Joel e nel caso di Billie è "Rubato un ventilatore "). Joel è un cassiere al Camden Market di Camden County, ha una dote nel impacchettare velocemente qualunque cosa. Questa sua abilità lo porta ad andare alla gara nazionale degli imbustatori. Grazie al fatto che è single, vive in una grande casa da solo e che starà via per diverso tempo, tutti i criminali di Camden vanno a rubare qualcosa dalla casa. Earl e Randy arrivano tardi e tutto è già stato rubato, decidono comunque di rubare il tappeto e il televisore, ultima cosa rimasta (lasciato dagli altri criminali così da sapere quando Joel sarebbe tornato dalla competizione). 
Billie invece era già arrivata e aveva rubato il ventilatore. Earl e Randy vanno quindi a trovare Joel per spiegargli la situazione. Quando lo incontrano notano però che ha la mano a forma di chela e il cassiere li spiega il motivo. Quando Joel era tornato a casa dalla gara (persa nella finale), ha trovato tutta la casa vuota. Arrabbiato per un insulto sul muro (e un po' per la sconfitta) ha sferrato un colpo al muro e in quel momento si è fratturato tutte e 5 le dita della mano destra (cercando di sistemarla si storta il mignolo). 
Per colpa di questo Joel non può più partecipare a nessun'altra gara; ma notando la capacità di riflessi di Earl allora decide di allenarlo al posto suo, mentre Billie se ne infischia completamente della cosa e lo scarica. Si fa quindi allenare dallo stesso Joel e ben presto diventa un campione. Earl si iscrive alla gara nazionale e riesce a vincere tutte le gare fino alla finale. Prima dell'ultima gara incontra nello spogliatoio Billie che gli dice di aver completato la lista chiedendo semplicemente scusa a tutti, senza quindi fare nulla di concreto per rimediare ai torti che gli aveva fatto. Earl è furioso per questo suo modo di ragionare e gli urla contro. Billie allora, istintivamente, gli prende il dito indice e glielo frattura. Con un dito rotto Earl non può più gareggiare alla finale. Ma Randy ha un'idea: possono gareggiare in coppia, dato che entrambi possono usare una sola mano, insieme è come se fossero una singola persona. Arriva quindi la finale e all'inizio Earl e Joel un po' impacciati contro il campione in carica da diversi anni. Ma riescono a prendere un buon ritmo e alla fine riescono a vincere. Joel perdona Earl e lo ringrazia per avergli esaudito il suo più grande desiderio: vincere il titolo di miglior imbustatore dello Stato. Anche Billie capisce di aver sbagliato con la sua lista ed Earl la perdona.
Ma dopo che lei gli fa un commento che stava meglio senza baffi, Earl comincia a rendersi conto di un lato di lei che non conosceva.

## Camdeniti (1ª e 2ª parte)
- Titolo originale: Camdenites
- Diretto da: Michael Fresco
- Scritto da: Michael Pennie e Hilary Winston

### Trama
Il matrimonio di Earl con Billie si rivela un inferno. Billie non concede più soldi a Earl e si prende gioco di Randy, costringendolo a dormire sul ballatoio e facendogli fare le cose più umilianti in cambio di un semplice cremino. Earl decide dunque di chiedere consigli ad alcune coppie che stanno insieme da molto tempo, tra cui Joy e Darnell, Stuart Daniels e Kenny James, ed infine i suoi genitori. In occasione di quest'ultima visita Earl scopre che suo padre, per evitare le odiose serate in famiglia pur cercando di manterere solido il suo matrimonio, si inventava continuamente delle scuse di impegni sul lavoro. Decide quindi di occuparsi della lista e di rimediare alle cattive azioni, in modo che il karma salvi il matrimonio con Bille. Con l'aiuto dei suoi amici di Camden, Earl raddrizza il caravan di Joy e Darnell (cappottato tempo prima da lui, Randy e Ralph). Una volta raddrizzato il caravan Earl vede spuntare sotto di esso una protesi di una gamba rubata tempo prima a Didi, che aveva nascosto. Così rimedia al punto n. 86 della lista "Rubato macchina a una donna mutilata", restituendo la protesi a Didi e camminando per un giorno intero su una gamba sola per capire cosa si prova. Dopo aver cancellato questo punto dalla lista Earl si rende conto che, grazie al karma, Billie è ora diventata più buona, tanto da concedergli di usare il suo bancomat. Decide allora di rimediare alla sua cattiva azione più spregevole, n. 204 "Sedotto sette vergini".
A Camden esiste una piccola comunità di Amish detti "camdeniti" che rifiutano l'utilizzo di qualsiasi tecnologia moderna (compresa la ruota). Ogni anno viene concesso alle ragazze che compiono 21 anni un periodo di tempo per esplorare il mondo esterno. Tempo prima Earl e Randy, fingendosi due membri della comunità, avevano sedotto e poi abbandonato sette giovani ragazze camdenite. Per rimediare al punto Earl va al villaggio e qui scopre che le sette ragazze non hanno più fatto ritorno nella comunità, preferendo vivere nel mondo tecnologico. Per poter cancellare il punto la capovillaggio chiede a Earl e Randy di prendersi cura della sua giovane nipote Greta, che ha compiuto da poco 21 anni ed è pronta per il suo viaggio di conoscenza. Earl vuole che Greta rimanga spaventata dal mondo esterno, in modo da farla ritornare in comunità e rimediare così alla lista. Tuttavia ella rimane affascinata da Randy ed inizia ad apprezzare la nuova civiltà. Billie è molto arrabbiata con Earl per il fatto che lui dedichi più tempo alla sua lista che a lei, e quando Earl le risponde che preferisce la lista, lei impazzisce di rabbia, stordisce Earl con un colpo in testa e gli ruba la lista. In seguito Billie, sempre più furiosa, vuole distruggere i punti della lista rimediati da Earl in passato. Ribalta di nuovo il caravan di Joy e Darnell, dice ai genitori di Kenny James che egli è gay, dà fuoco al chiosco di hot dog Pop's Cart, umilia le persone "diverse" (nello specifico un uomo affetto da nanismo e un uomo con un corno sulla fronte), ruba di nuovo la protesi a Didi, colpisce la spogliarellista fatta cadere da Earl tempo prima e prende in giro Nescobar per la sua pronuncia. Poi Billie telefona a Earl, dicendogli che tutto quello che è accaduto è colpa sua in quanto egli ha preferito la lista a lei (inducendo gli altri ad arrabbiarsi con lui). Per rimettere le cose a posto Earl chiede a Billie di incontrarsi davanti al villaggio dei camdeniti (dove lui l'aveva pregata di riportare Greta, fuggita nel frattempo insieme a Billie e sempre più affascinata dalla civiltà tecnologica). Poco dopo arriva anche una volante della polizia, chiamata da Joy e Darnell per arrestare Billie, colpevole di aver cappottato il loro caravan. Infuriata con Earl e spaventata all'idea di finire in prigione ella fugge nel villaggio (che, essendo uno Stato sovrano, non è sotto la giurisdizione della polizia di Camden, che quindi non può arrestarla), minacciando Earl che presto sarebbe tornata ad ucciderlo. Terrorizzato Earl cerca Greta per riportarla al villaggio, trovandola al motel insieme a Randy, con il quale nel frattempo è nata una bella amicizia. Ella non vuole più tornare in comunità e quindi Earl deve trovare un altro modo per rimediare alla lista, preoccupandosi allo stesso tempo della vendetta di Billie. La notte seguente Earl viene svegliato di soprassalto da Billie che entra nella stanza e, con sua grande sorpresa, scopre che ella è diventata una camdenita, scegliendo una vita di lavoro, altruismo e semplicità al posto della vita dissoluta ed egoista che aveva sempre condotto prima di allora. Billie è finalmente felice della sua nuova vita, fa firmare le carte di divorzio a Earl e per ringraziarlo gli restituisce la lista e gli lascia i soldi restanti (72.000 dollari) della sua indennità assicurativa. Earl può quindi finalmente cancellare il punto n. 204 dalla lista.
- Punti della lista citati: 86, 204.